# الميادنة (جبلة)

تعديل مصدري - تعديل

الميادنة هي إحدى قرى عزلة الثوابي بمديرية جبلة التابعة لمحافظة إب، بلغ تعداد سكانها 500 نسمة حسب تعداد اليمن لعام 2004.